# Тилькенс, Огюст
Огюст Констан Тилькенс (фр. Auguste Constant Tilkens; 1 октября 1869 — 1 декабря 1949) — бельгийский государственный служащий, генерал-губернатор Бельгийского Конго с 27 декабря 1927 по 14 сентября 1934 года.
Получил военное образование и начал карьеру в 1889 году в звании второго лейтенанта, с 1895 года лейтенант в пятом полку конной артиллерии. В дальнейшем служил адъютантом у нескольких бельгийских генералов.
С началом Первой мировой войны принял участие в военных действиях, за отличие в боях 19-21 октября 1914 года был произведён в офицеры Ордена Леопольда I, 21 ноября того же года получил звание майора. В 1915 году откликнулся на призыв добровольцев для участия в военных действиях на африканском фронте и в феврале 1916 года высадился в Момбасе. Африканская кампания складывалась для Тилькенса удачно, он получил ряд наград и повышений по службе и в мае 1917 года отплыл обратно в Европу, а по возвращении в июне 1917 года принял командование Второй артиллерийской бригадой, в декабре получил звание полковника. Одновременно с этим, завоевав личное расположение короля Альберта I, Тилькенс был назначен его адъютантом.
В 1922 году он был произведён в генерал-майоры, а в 1923—1927 годах, сохраняя за собой обязанности адъютанта, занимал в 4-м армейском корпусе должности командующего бригадой и одновременно главного артиллериста.
В 1927—1934 годах Тилькенс был генерал-губернатором Бельгийского Конго. В этом качестве он, в частности, занимался выполнением решения короля Альберта о создании первого в Африке национального парка, в 1928 году принимал в Конго короля и королеву, прибывших на церемонию открытия железной дороги между Порт-Франки и Букама. Разработал административную реформу Бельгийского Конго, направленную на централизацию управленческих решений в руках генерал-губернатора, — эта реформа была утверджена королём в 1933 году и начала проводиться в жизнь.
По истечении срока полномочий Тилькенс вернулся в Бельгию. В 1935—1946 годах он занимал должность президента Национального института агрономического исследования Конго (Ineac), а в 1936—1946 годах также возглавлял Специальный комитет по Катанге.